# Flughafen Palangka Raya

i8
i11
i13
Der Flughafen Tjilik Riwut (indonesisch Bandar Udara Tjilik Riwut, IATA: PKY, ICAO: WAOP) liegt am Ende der Jl. A. Donis Samad, etwa neun Kilometer östlich des Stadtzentrums von Palangka Raya, der Hauptstadt der Provinz Kalimantan Tengah.

## Fluglinien
Der Flughafen verfügt über eine Start- und Landebahn und wird im Jahr 2013 ausschließlich durch folgende Inlandsfluglinien angeflogen:
| Fluggesellschaft | Flugziele                                                                                 |
| ---------------- | ----------------------------------------------------------------------------------------- |
| Aviastar Mandiri | Buntok, Muara Teweh, Puruk Cahu, Kuala Kurun, Tumbang Samba, Pangkalanbun, Kuala Pembuang |
| Garuda Indonesia | Jakarta                                                                                   |
| Lion Air         | Jakarta, Surabaya                                                                         |
| Sriwijaya Air    | Jakarta, Surabaya                                                                         |